# Jana Jacková
Jana Jacková (* 6. August 1982 in Frýdek-Místek) ist eine tschechische Schachmeisterin.

## Karriere
Jacková erhielt im Jahr 2001 den Titel Großmeister der Frauen (WGM), 2004 den Titel Internationaler Meister (IM).
Jacková siegte oder belegte vordere Plätze in mehreren Turnieren: 1. Platz bei der U12-Meisterschaft Tschechiens (Mädchen) (1993), 1. Platz bei der U14-Meisterschaft Tschechiens (Mädchen) (1995) und 2. Platz beim Turnier Stork Young Masters (2001). Sie gewann die Silbermedaille bei der U10-Europameisterschaft (Mädchen) in Rimavská Sobota 1992 und erneut die Silbermedaille bei der U20-Weltmeisterschaft (Mädchen) in Jerewan (1999).
Jacková gewann 1998 die tschechische Einzelmeisterschaft der Frauen, einmal wurde sie Zweite, einmal Dritte.
Mit ihrer besten Elo-Zahl von 2423 im Mai 2007 belegte Jacková den 41. Platz der FIDE-Weltrangliste der Frauen und den ersten Platz der tschechischen Frauenrangliste. Sie hat ihre berufliche Schachkarriere im Dezember 2009 beendet. Da Jacková seitdem keine Elo-gewertete Partie mehr gespielt hat, wird sie bei der FIDE als inaktiv geführt.

## Nationalmannschaft
Für Tschechien spielte sie sechsmal bei Schacholympiaden der Frauen: 1998 bis 2008, wobei sie 39,5 Punkte aus 63 Partien erreicht hat. Außerdem nahm sie an der Mannschaftsweltmeisterschaft der Frauen 2007 und an fünf Mannschaftseuropameisterschaften der Frauen zwischen 1997 und 2009 teil, wobei sie 1997 das beste Einzelergebnis aller Reservespielerinnen erreichte.

## Vereine
In der tschechischen Extraliga spielte Jacková in der Saison 1999/2000 für TJ Nová Huť Ostrava, in der Saison 2000/01 für SC A64 Lázně Slatinice, von 2001 bis 2003 für den ŠK Infinity Pardubice, in der Saison 2004/05 für den ŠK Slavoj Ostrava, von 2005 bis 2007 für TJ TŽ Třinec, von 2007 bis 2009 für BŠŠ Frýdek-Místek und in der Saison 2009/10 für den ŠK Duras BVK – Královo Pole. In der deutschen Frauenbundesliga spielte sie von 1997 bis 2009 für den Dresdner SC (ab 2006 USV TU Dresden) und wurde mit diesem 2000, 2002 und 2006 Meister. In der britischen Four Nations Chess League spielte Jacková in der Saison 2004/05 bei den North West Eagles, in der Saison 2005/06 für Slough.

## Partiebeispiel
|   | a | b | c | d | e | f | g | h |   |
| 8 |   |   |   |   |   |   |   |   | 8 |
| 7 |   |   |   |   |   |   |   |   | 7 |
| 6 |   |   |   |   |   |   |   |   | 6 |
| 5 |   |   |   |   |   |   |   |   | 5 |
| 4 |   |   |   |   |   |   |   |   | 4 |
| 3 |   |   |   |   |   |   |   |   | 3 |
| 2 |   |   |   |   |   |   |   |   | 2 |
| 1 |   |   |   |   |   |   |   |   | 1 |
|   | a | b | c | d | e | f | g | h |   |

Stellung nach dem 20. Zug von Weiß
Jacková hat den ehemaligen Schachweltmeister Anatoli Karpow besiegt. Das ChessBase-Nachrichtenportal titelte sogar: „Jackova vermöbelte Anatoly Karpov ganz furchtbar“. Die tschechische Tageszeitung Dnes, die auflagenstärkste Tschechiens, schrieb, dass dies die schlimmste Niederlage der letzten 50 Jahre für Karpow gewesen sei:
Jacková − Karpow, 2008, Marienbad
1. e4 c5 2. Sf3 e6 3. d4 cxd4 4. Sxd4 a6 5. Sc3 Dc7 6. Ld3 Sf6 7. 0–0 Ld6 8. f4 Lc5 9. Sce2 Sc6 10. c3 d6 11. Kh1 Ld7 12. De1 0–0 13. Dh4 Tfe8 14. Sf3 e5 15. b4 Lb6 16. fxe5 dxe5 17. Sg5 h6 18. Txf6! hxg5 19. Lxg5 Le6 20. Sf4!! Siehe Diagramm, alle Figuren gegen den schwarzen König. 20. … Se7 21. Sd5 Dd7 22. Th6 Sg6 1:0 Schwarz gab auf.
Die Partie findet man online zum Beispiel bei chesstuff.blogspot und in der The Washington Post mit Kommentaren von Lubomir Kavalek. Die Partie ist zur tschechischen Partie des Jahres 2008 bei chess.cz gewählt worden.